# Opole
Opole (poljsko Opole, nemško Oppeln) je mesto v Zgornji Šleziji (Poljska). Opole je bilo prestolnica Opoljskega vojvodstva in je bilo do leta 1945 glavno mesto Zgornje Šlezije. Leži ob reki Odri, 50,40° severno in 17,56° vzhodno. Je sedež rimskokatoliške škofije. 
Mesto ima 127.000 prebivalcev, urbano območje pa še dodatnih 20.000 (2021). Mestna površina obsega 96,2 km². Župan je Ryszard Zembaczyński.

## Pobratena mesta
Opole ima podpisane sporazume z naslednjimi mesti:
- Mülheim an der Ruhr, Nemčija